# Kyrgyzské oblasti

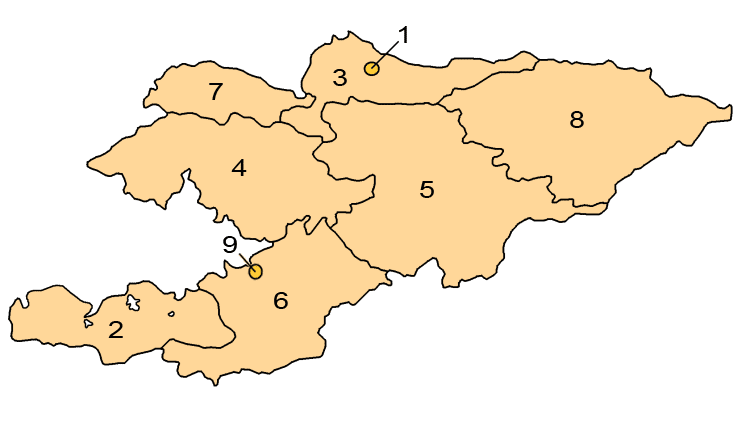
Mapa oblastí

Kyrgyzstán je rozdělen do sedmi oblastí (regionů). Hlavní město Biškek a město Oš jsou administrativně nezávislými městy (shaar).

## Seznam Kyrgyzských oblastí
Seznam všech oblastí a samosprávných měst podle počtu obyvatel z roku 2015.
| Pořadí | Název                | Kyrgyzsky                        | Rusky                                            | ISO   | Plocha (km²) | Obyvatelstvo (1999) | Obyvatelstvo (2009) | Obyvatelstvo (2015) |
| ------ | -------------------- | -------------------------------- | ------------------------------------------------ | ----- | ------------ | ------------------- | ------------------- | ------------------- |
| 1      | Biškek (město)       | Бишкек шаарыBişkek şaarı         | Город БишкекGorod Bishkek                        | KG-GB | 170          | 787 700             | 865 100             | 937 400             |
| 2      | Batkenská oblast     | Баткен облусуBatken oblusu       | Баткенская областьBatkenskaya oblast′            | KG-B  | 17 048       | 380 200             | 380 300             | 480 700             |
| 3      | Čujská oblast        | Чүй облусуÇüy oblusu             | Чуйская областьChuyskaya oblast′                 | KG-C  | 19 895       | 772 200             | 790 500             | 870 300             |
| 4      | Džalalabadská oblast | Жалалабат облусуJalalabat oblusu | Джалал-Абадская областьDzhalal-Abadskaya oblast′ | KG-J  | 32 418       | 869 500             | 938 600             | 1 122 400           |
| 5      | Narynská oblast      | Нарын облусуNarın oblusu         | Нарынская областьNarynskaya oblast′              | KG-N  | 44 160       | 248 700             | 245 300             | 264 900             |
| 6      | Ošská oblast         | Ош облусуOş oblusu               | Ошская областьOshskaya oblast′                   | KG-O  | 28 934       | 940 600             | 1 000 000           | 1 228 400           |
| 7      | Talaská oblast       | Талас облусуTalas oblusu         | Таласская областьTalasskaya oblast′              | KG-T  | 13 406       | 200 300             | 219 600             | 247 200             |
| 8      | Issykkulská oblast   | Ысык-Көл облусуIsık-Köl oblusu   | Иссык-Кульская областьIssyk-Kulskaya oblast′     | KG-Y  | 43 735       | 415 500             | 425 100             | 463 900             |
| 9      | Oš (město)           | Ош шаарыOş şaarı                 | Город ОшGorod Osh                                | KG-GO | 183          | 236 000             | 243 200             | 270 300             |